# Многогранник Часара
Многогранник Часара — невыпуклый многогранник, топологически эквивалентный тору, с 14 треугольными гранями.
Этот многогранник не имеет диагоналей — любая пара вершин связана ребром. Семь вершин и 21 ребро многогранника Часара образуют вложение полного графа {\displaystyle K_{7}} в топологический тор. Из 35 возможных треугольников, образованных вершинами многогранника, только 14 являются гранями. Если семь вершин пронумеровать числами от 1 до 7, тор можно разрезать на лист, топологически эквивалентный следующему:
```
    5———4———7———2
   / \ / \ / \ / \
  6———1———3———5———4
 / \ / \ / \ /
4———7———2———6
         \ /
          4
```

Этот шаблон можно использовать для замощения плоскости. На рисунке сверху грани следующие (вершина 1 наверху фигуры):
- Голубые:

(1, 2, 3)
(1, 3, 4)
(1, 4, 5)
(1, 5, 6)
(1, 6, 7)
(1, 7, 2)
- Красные

(2, 3, 6)
(6, 3, 5)
- Жёлтые

(3, 5, 7)
(7, 5, 2)
- Зелёные

(6, 2, 4)
(4, 2, 5)
- Синие

(4, 6, 7)
(4, 7, 3)
При такой нумерации расположение вершин в конце видеоклипа (по часовой стрелке, начиная с 1) следующее: 1, 2, 5, 4, 3, 7, 6, 5, 2, 7, 3, 4, 5, 6, 7.
Есть некоторая свобода в расстановке вершин, но некоторые расстановки ведут к пересечению граней и отверстие не образуется.
Все вершины топологически эквивалентны, как можно видеть из замощения плоскости на иллюстрации выше.
Тетраэдр и многогранник Часара являются двумя единственными многогранниками (имеющие границей многообразие) без диагоналей, хотя имеются другие многогранники, такие как многогранник Шёнхардта, которые не имеют внутренних диагоналей (то есть все диагонали многогранника находятся вне многогранника), а также поверхности без диагоналей, не являющиеся многообразиями. Если многогранник с v вершинами вложен в поверхность с h дырами таким образом, что любая пара вершин соединена ребром, из эйлеровой характеристики следует, что
{\displaystyle h={\frac {(v-3)(v-4)}{12}}.}
Это равенство выполняется для тетраэдра с h = 0 и v = 4 и для многогранника Часара с h = 1 и v = 7. Следующее возможное решение — h = 6 и v = 12 — могло бы соответствовать многограннику с 44 гранями и 66 рёбрами, но его нельзя реализовать. Неизвестно, существуют ли многогранники с бо́льшим родом. В общем случае это равенство может быть удовлетворено только при v, равном 0, 3, 4 или 7 по модулю 12.
Многогранник Часара назван именем венгерского тополога Акоша Часара, обнаружившего многогранник в 1949 году. Двойственный многограннику Часара многогранник Силаши был найден в 1977 Лайошем Силаши. У него 14 вершин, 21 ребро и семь шестиугольных граней, при этом каждые две грани имеют общее ребро. Подобно многограннику Часара, многогранник Силаши имеет топологию тора.